# Piper julianii
Piper julianii là một loài thực vật có hoa trong họ Hồ tiêu. Loài này được Callejas mô tả khoa học đầu tiên năm 2003.